# رودلف گونستارت
رودلف گونستارت (انگلیسی: Rudolf Günthardt؛ زادهٔ ۱۵ october ۱۹۳۶ (۸۸ سال)) ورزشکار اهل سوئیس است.
وی در مسابقات کشوری و بین‌المللی در مجموع برندهٔ ۱ مدال نقره شده‌است.